# Wiking Modellbau

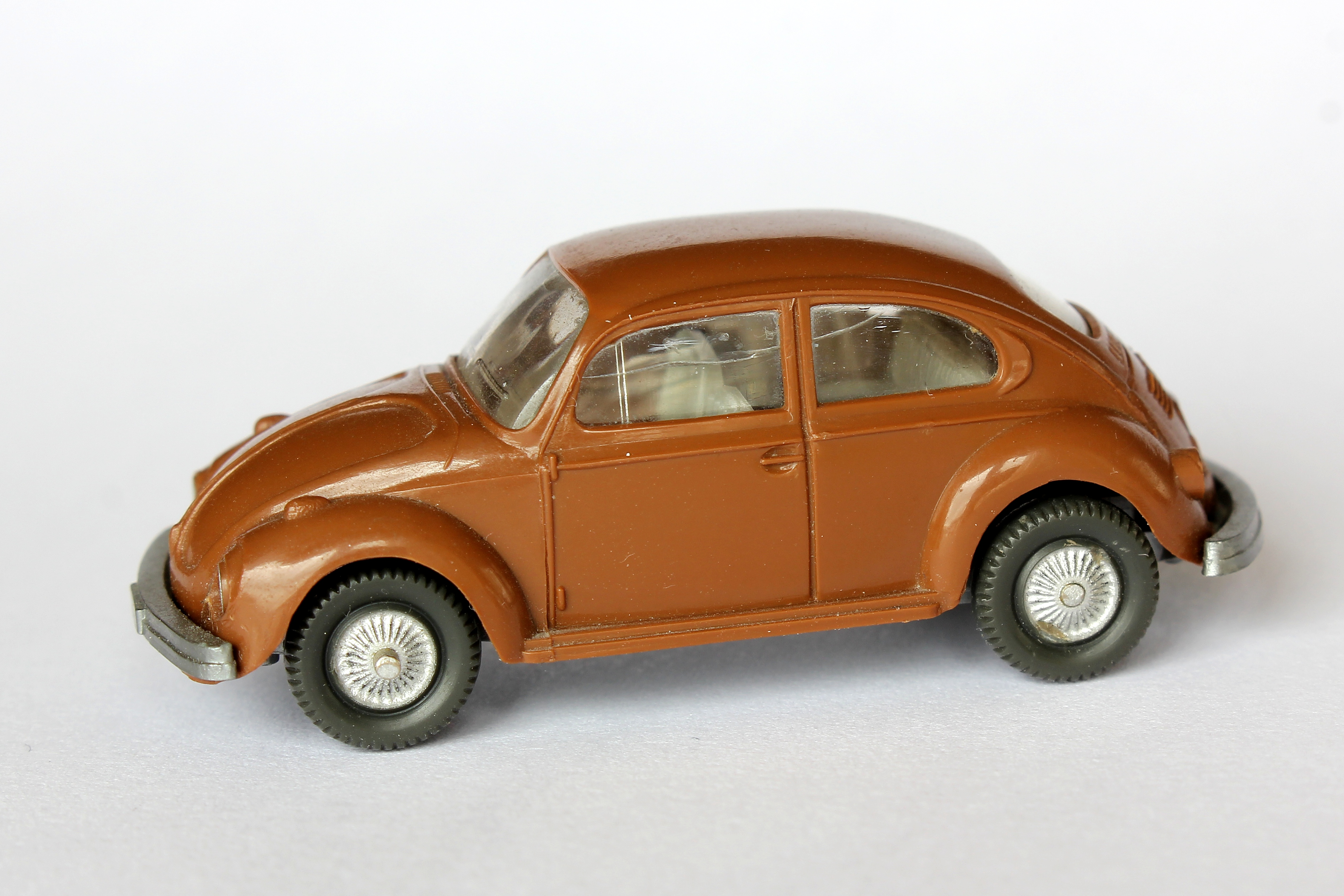
Wiking VW 1303 skalach 1:87

Wiking-Modellbau GmbH & Co. KG – niemieckie przedsiębiorstwo produkujące modele redukcyjne w skalach H0 i N dla modelarstwa kolejowego. Specjalizuje się w modelach samochodów i ciężarówek wzorowanych na pojazdach produkowanych od lat pięćdziesiątych XX w. do współczesności.